# 片山利弘
片山利弘（かたやま としひろ、1928年（昭和3年）7月17日 - 2013年（平成25年）1月9日）は、グラフィックデザイナー、サイト･アーティスト。画家、片山弘峰の次男として大阪府に生まれる。50年代初頭、永井一正、木村恒久、田中一光とデザインの研究会『Aクラブ』を作る。50年代後半、亀倉雄策ら主催の『21の会』にも参加。日本を代表する亀倉雄策、河野鷹思、早川良雄、杉浦康平、福田繁雄、丹下健三など、多くのデザイナー、建築家らと交流を深める。
スイス時代以降、デザインのみならずアート、建築など幅広い分野で活躍している。
また、長年のハーバード時代の教え子の多くがアートディレクター、デザイナー、建築家として活躍している。
2013年（平成25年）1月9日に食道がんのため死去。84歳没。

## 略歴
- 1960年（昭和35年） - 日本デザインセンター設立に参加
- 1963年（昭和38年） - スイス・ガイギー社の招聘を受けアートディレクターとして3年間バーゼル市に滞在
- 1965年（昭和40年） - Visual Constructionと名づけた作品シリーズを発表、個展を5回、スイスのバーゼル、チューリッヒ、ジュネーブ、ベルン、ヴィンタートゥールで開く
- 1965年（昭和40年） - ペルソナ展(11人のデザイナー)に出品、東京、松屋で開催
- 1966年（昭和41年） - ハーバード大学の招きでカーペンター視覚芸術センターの教育とデザインを担当、アメリカのボストンに移住、現在にいたる
- 1968年（昭和43年） - NY、アメリカン・グラフィックアーツ協会(AIGA)の招きで AIGAギャラリーで個展開催
- 1970年（昭和45年） - Square + Movement/観客参加の可変性絵画を発表、東京 PLAZA DICで個展
- 1971年（昭和46年） - ハーバード大学建築デザイン大学院のロビンソンホールで個展
- 1971年（昭和46年） - ローズアート美術館(英語サイト)−マサチューセッツ州・ウォルサム(Waltham, MA) で個展
- 1974年（昭和49年） - 詩人オクタビオ・パス(Octavio Paz)と共著 “動く詩画集” 三部作を刊行し、ハーバード大学とニューヨーク近代美術館より出版
- 1975年（昭和50年） - ボストン地下鉄 ステート・ストリート駅(State Street Station)に壁画制作 − ART AS SIGNの一例
- 1977年（昭和52年） - オーストリア芸術協会による個展を、ウィーンの現代芸術会館(Vienna Künstlerhaus)にて開催
- 1978年（昭和53年） - 南天子画廊 - 東京にて個展、以後 同画廊にて1980年、1983年、1986年、1989年、1996年、にも個展開催
- 1981年（昭和56年） - <片山利弘作品集> を鹿島出版会より刊行 出版記念展を草月会館 - 東京で開催
- 1982年（昭和57年） - クラーク画廊ーボストン近郊の町、リンカーン(Lincoln, MA)で個展
- 1983年（昭和58年） - 新宿NSビル(設計 日建設計)フロアーデザイン、大理石(B&W)使用 協力 杉本貴志
- 1983年（昭和58年） - 赤坂プリンスホテル(設計 丹下健三)宴会場に壁画彫刻をステンレスパイプで制作
- 1985年（昭和60年） - ボストン地下鉄 アレワイフ駅（Alewife Station／設計 Ellenzweig Associates/Harry Ellenzweig) に T彫刻
- 1987年（昭和62年） - 大宮ソニックシティ(埼玉県･大宮、産業文化センター/設計 日建設計)大劇場の緞帳デザイン
- 1987年（昭和62年） - 東宝日比谷シャンテ広場デザイン(協力 堀内正弘)広場のフロアーと地域道路のアーバングラフィックと Cafe＋地下駐車場への通路＋噴水の一体化によるデザイン
- 1990年（平成2年） - ハーバード大学教授と視覚芸術センター所長となる
- 1991年（平成3年） - 大原美術館新館ホール(設計 浦辺設計)石壁とレリーフ彫刻を制作、協力/和泉正敏
- 1992年（平成4年） - ハーバード大学片山教室学生作品集(250pp)刊行、武蔵野美術大学より出版
- 1992年（平成4年） - パナソニック・マルチメディアセンター(設計 日建設計)ロビーの総合デザインとスチール彫刻
- 1994年（平成6年） - 銀座グラフィック・ギャラリー(ggg)で建築空間での仕事と西武美術館20年間のカレンダーの展示＋ハーバード大学の学生作品展示
- 1994年（平成6年） - 三井海上ビル(千葉/設計 日建設計)2つの壁デザインと石の彫刻 協力ー和泉正敏
- 1995年（平成7年） - JT本社ビル(設計 日建設計)劇場のロビーと通路の壁に銅板によるレリーフ壁画制作
- 1995年（平成7年） - ハーバード大学視覚芸術センターで退職記念、30年回顧展を開く
- 1995年（平成7年） - 公共広場のデザイン(港北ニュータウン)、横浜 協力 堀内正弘
- 1997年（平成9年） - 日本建築美術工芸協会より最高賞を受賞
- 1998年（平成10年） - WHO健康開発総合研究センター(神戸/設計 丹下アソシエイツ)入り口広場に神戸地震復興記念としてチタニウムの彫刻フェニックスを制作
- 2000年（平成12年） - 安田生命大坂本社、花崗岩と大理石によるレリーフ壁画を制作 協力 和泉正敏
- 2002年（平成14年） - インターネットデータ＋コール・センター(沖縄/設計 日建設計)衝立彫刻と壁画制作
- 2005年（平成17年） - 公共広場デザイン(ポータースクエアー(Porter Square)、ケンブリッジ／2006年完成)
- 2005年（平成17年） - 587便・9.11メモリアル広場のデザイン。選ばれた6人のアーティストの一人としてランドスケープ・アーキテクト、トム・オスランド(Thomas Oslund)と協同提案
- 2009年（平成21年） - ハーバード大学片山教室学生作品集(280pp)刊行、京都造形芸術大学より出版

## 主な仕事
日本盛

ターナー色彩(株) CI

ニコン パッケージ及びポスター

ガイギー社 （1963年〜1965年）

ハーバード大学・展覧会ポスター、本等多数

イイダ靴下 カレンダー

西武美術館 カレンダー

ボストン地下鉄 ステート・ストリート駅 (State Street Station) 壁画制作（1975年）

新宿NSビル フロアーデザイン（1983年）

赤坂プリンスホテル 宴会場壁画彫刻（1983年）

ボストン地下鉄 アレワイフ駅（Alewife Station) 彫刻（1985年）

大宮ソニックシティ 大劇場の緞帳デザイン（1987年）

東宝日比谷シャンテ広場デザイン（1987年）

大原美術館新館ホール石壁とレリーフ彫刻（1991年）

パナソニック・マルチメディアセンター ロビーの総合デザインとスチール彫刻（1992年）

千葉・三井海上ビル 2つの壁デザインと石の彫刻（1994年）

JT本社ビル 劇場ロビーと通路の壁に銅板によるレリーフ壁画（1995年）

港北ニュータウン・公共広場のデザイン（1995年）

WHO・日本本社入口広場に神戸地震復興記念 チタニウムの彫刻(フェニックス)（1998年）

安田生命大坂本社、花崗岩と大理石によるレリーフ壁画（2000年）

沖縄・インターネットデータ＋コール・センター衝立彫刻と壁画（2002年）

ケンブリッジ・ポータースクエアー(Porter Square) 公共広場デザイン（2005年）

## 著書
- 『片山利弘作品集』鹿島出版会、1981年 ISBN 4306041190
- 『ハーバード大学・視覚芸術センター 片山利弘教室 4-8ヵ月間のグラフィックデザイン演習』武蔵野美術大学 1993年 ISBN 9784771301313
- 『ハーバード大学・視覚芸術センター 片山利弘教授 グラフィック･デザイン教室』京都造形芸術大学 2009年

他

## 関連人物
- 金重業
- 亀倉雄策
- 早川良雄
- 永井一正
- 河野鷹思
- 田中一光
- 木村恒久
- 原弘
- 福田繁雄
- 杉浦康平
- 丹下健三
- 丹下憲孝
- 片山哲夫
- マックス･フーバー (Max Huber)

順不同